# 罗江站
罗江站是宝成铁路上的一座铁路车站，位于四川省德阳市罗江区万安镇麓峰北路。车站启用于1953年，隶属于成都铁路局绵阳车务段，为三等站。车站现仅办理货运业务，不办理客运业务。

## 概况
车站站场呈北南走向（略偏西北—东南），设4股道（其中正线2股），站房位于线左。车站设有候车室、旅客站台、雨棚等客运设施，亦配备有货场及仓库。车站及其上下行区间均已电气化，且为复线。

## 历史
- 1953年10月1日，建成通车
- 1955年1月1日，正式交付运营
- 1975年7月1日，开通电气化
- 2004年4月15日，开通复线
- 2014年12月10日，因西成客运专线罗江东站开通而停办客运